# John Linford
John Russell Linford (Norwich, 6 december 1957) is een Engels voormalig voetballer en eigenaar van een pub in Norwich, genaamd Marlborough Arms.
Hij kwam in Engeland uit voor Ipswich Town FC, Colchester United FC, Southend United FC en Birmingham City FC. In Nederland speelde Linford voor DS '79, FC Den Haag, NAC, Fortuna Sittard, FC Utrecht en Go Ahead Eagles. In 1987 voetbalde hij in Zwitserland voor FC Zürich. Na zijn proftijd voetbalde hij in Norwich in het amateurvoetbal en speelde hij in 1994 nog voor VV Hopel.